# Stefania Lazzaroni
Stefania Lazzaroni (* 10. Juli 1965 in Bergamo) ist eine ehemalige italienische Leichtathletin, die sich auf den Weitsprung spezialisiert hat.

## Sportliche Laufbahn
Stefania Lazzaroni trat nur bei den Halleneuropameisterschaften 1984 in Göteborg international in Erscheinung und gewann dort mit einer Weite von 6,08 m die Bronzemedaille hinter der Britin Susan Hearnshaw und Eva Murková aus der Tschechoslowakei. Im selben Jahr stellte sie mit 6,27 m einen neuen italienischen Landesrekord auf, der bis 1985 Bestand hatte.
1984 wurde Lazzaroni italienische Hallenmeisterin im Weitsprung.